# Път в Хаме
„Път в Хаме“ (на фински: Maantie Hämeessä) или „Горещ летен ден“ е картина от финландския художник Вернер Холмберг от 1860 г.
Картината е нарисувана с маслени бои върху платно и е с размери 88,5 x 103,5 cm. Това е най-известната творба на Вернер Холмберг. Той комбинира традиционните техники на пейзажната живопис в ателие и модерен открит пейзаж.
В картината е представена теглена от коне карета да преминава по горски път покрай боровете в Тавастя. На нея се вижда задната част на каретата в горещ летен ден. Реалистичният цвят на дърветата, перспективата и вдигащия се прахоляк по пътя създават представа за движение, както и позволява да се „помирише“ аромата на боровите дървета и прахоляка.
През 1853 г. Холмберг става първият финландски художник, който учи в Дюселдорф. От оцелелите му скици, „Път в Хаме“ най-вероятно е създадена в региона на Тампере.
Картината е част от колекцията на Националната галерия на Финландия в Хелзинки.